# Leptobelus alticeps
Leptobelus alticeps är en insektsart som beskrevs av Walker 1870. Leptobelus alticeps ingår i släktet Leptobelus och familjen hornstritar. Inga underarter finns listade i Catalogue of Life.